# Bryotypella
Bryotypella là một chi bướm đêm thuộc họ Noctuidae.

## Các loài
- Bryotypella leucosticta (Moore, 1882)